# Neidenburger Heimatstube
Die Heimatstube der Kreisgemeinschaft Neidenburg ist ein Museum im alten Amtshaus von Werne (heute zu Bochum). 
Der Gegenstand der Ausstellung ist die Geschichte des ostpreußischen Kreises Neidenburg. Der Kreis war der südlichsten Kreis in Ostpreußen. Die Exponate befinden sich in vier Räumen. Erinnert wird an im Kreis Neidenburg geborene Persönlichkeiten wie den Historiker Ferdinand Gregorovius, den Komponisten Walter Kollo, den Eisenbahnbau-Unternehmer Bethel Henry Strousberg und den Maler Robert Budzinski. Die Fotosammlung umfasst etwa 3000 Darstellungen. 
Zum Bestand zählen etwa 700 Bücher und die Neidenburger Kreisblätter von 1892 bis 1945. 
Anlässlich des „Bundestreffens der Ostpreußen“ in Bochum übernahm die Stadt am 8. Mai 1953 die Patenschaft für Neidenburg. Im Jahr 1961 wurde in der Neidenburger Siedlung in Bochum ein Gedenkstein mit der Inschrift Kreis Neidenburg / Stadt Bochum / Schicksalhaft verbunden / 8. Mai 1953 enthüllt. Im selben Jahr wurde auch die erste ständigen Ausstellung des Patenkreises Neidenburg in Haus Kemnade eröffnet.